# Jaime Jarrin
Jaime Jarrin (ur. 10 grudnia 1935 w Quito) – hiszpański spiker radiowy

## Wyróżnienia
Posiada swoją gwiazdę na Hollywoodzkiej Alei Gwiazd.